# 東雲寺 (名古屋市)
東雲寺（とううんじ）は、愛知県名古屋市西区中小田井にある臨済宗の寺院。山号は龍光山（りゅうこうざん）。

## 沿革
寺伝によれば、1384年（至徳元年）に創建された長興寺がルーツである。1492年（明応元年）に、小田井城主である織田常寛が東雲寺として開基となり、美濃国の瑞竜寺から慈済禅師を講じて開山した。
1946年（昭和21年）には中小田井出町の弘法堂を解体し、弘法堂の本尊の弘法大師像などを本寺に移した。

## 境内
境内には、開基織田常寛、津田貫流槍術の祖津田信之夫妻、明治時代の相場師松沢與七の墓や、織田信長を諫めて自刀し果てたとされる平手政秀の首塚がある。

## ギャラリー

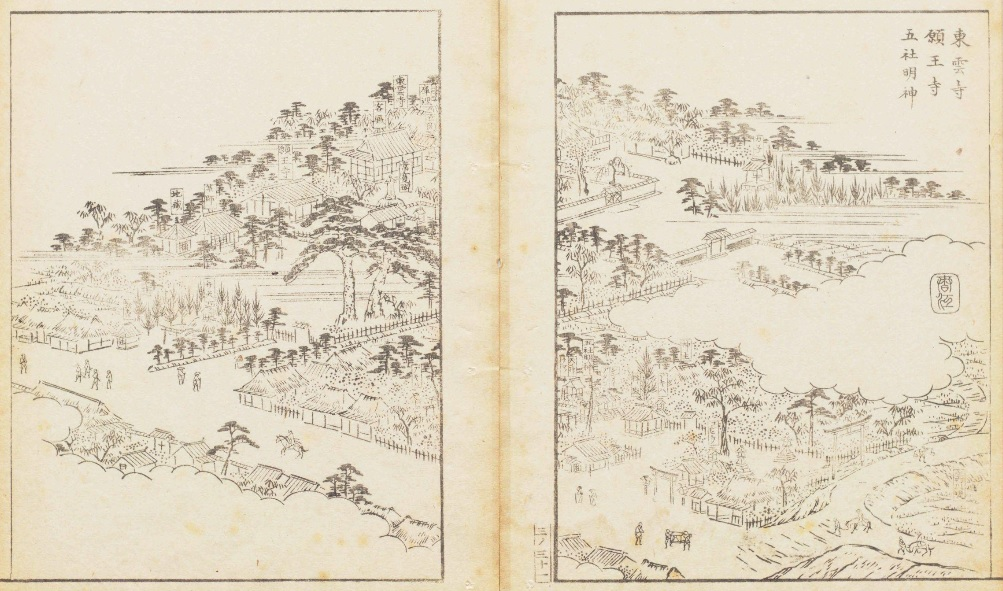
『尾張名所図会』に描かれている東雲寺（右上）
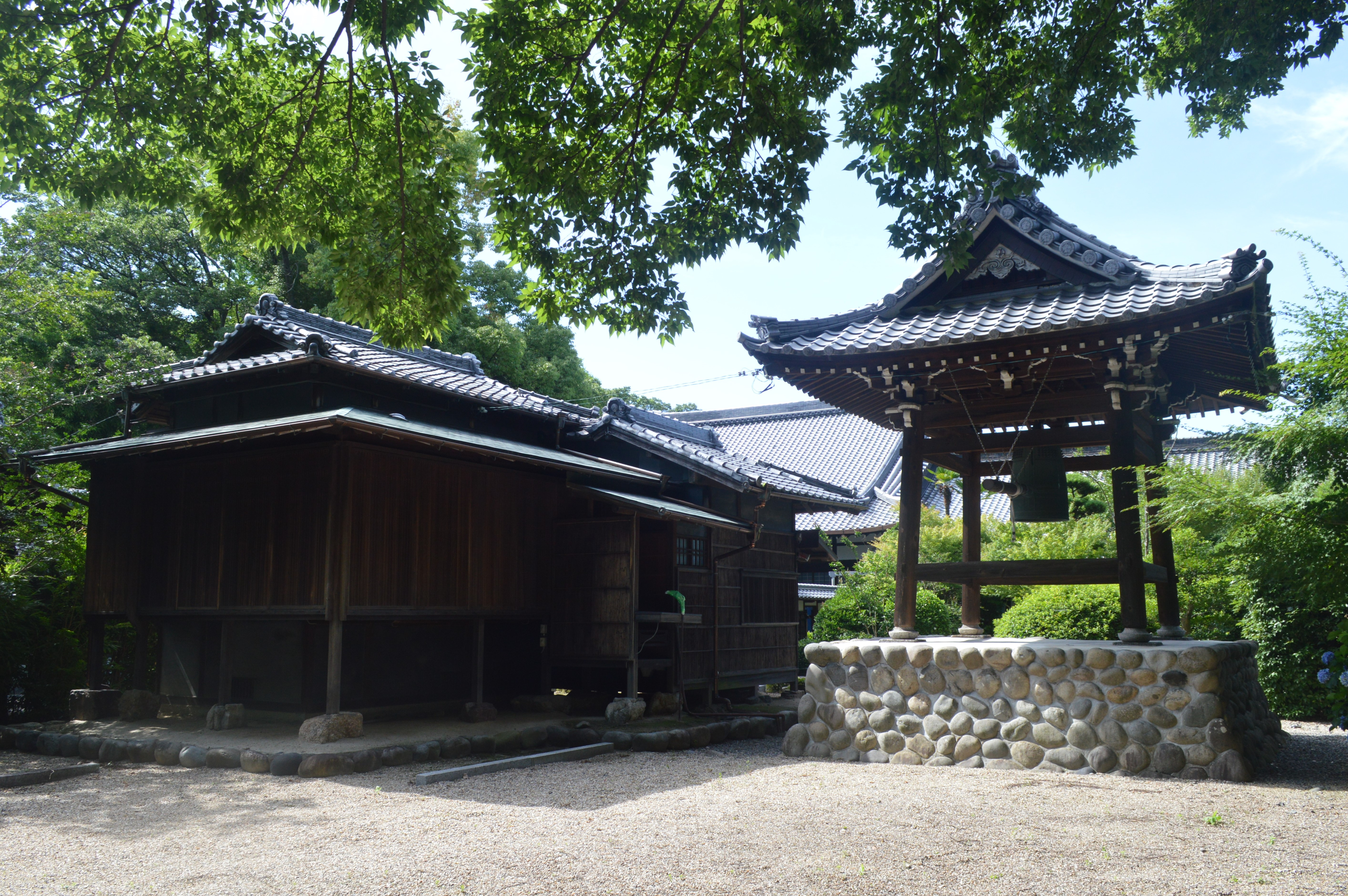
境内
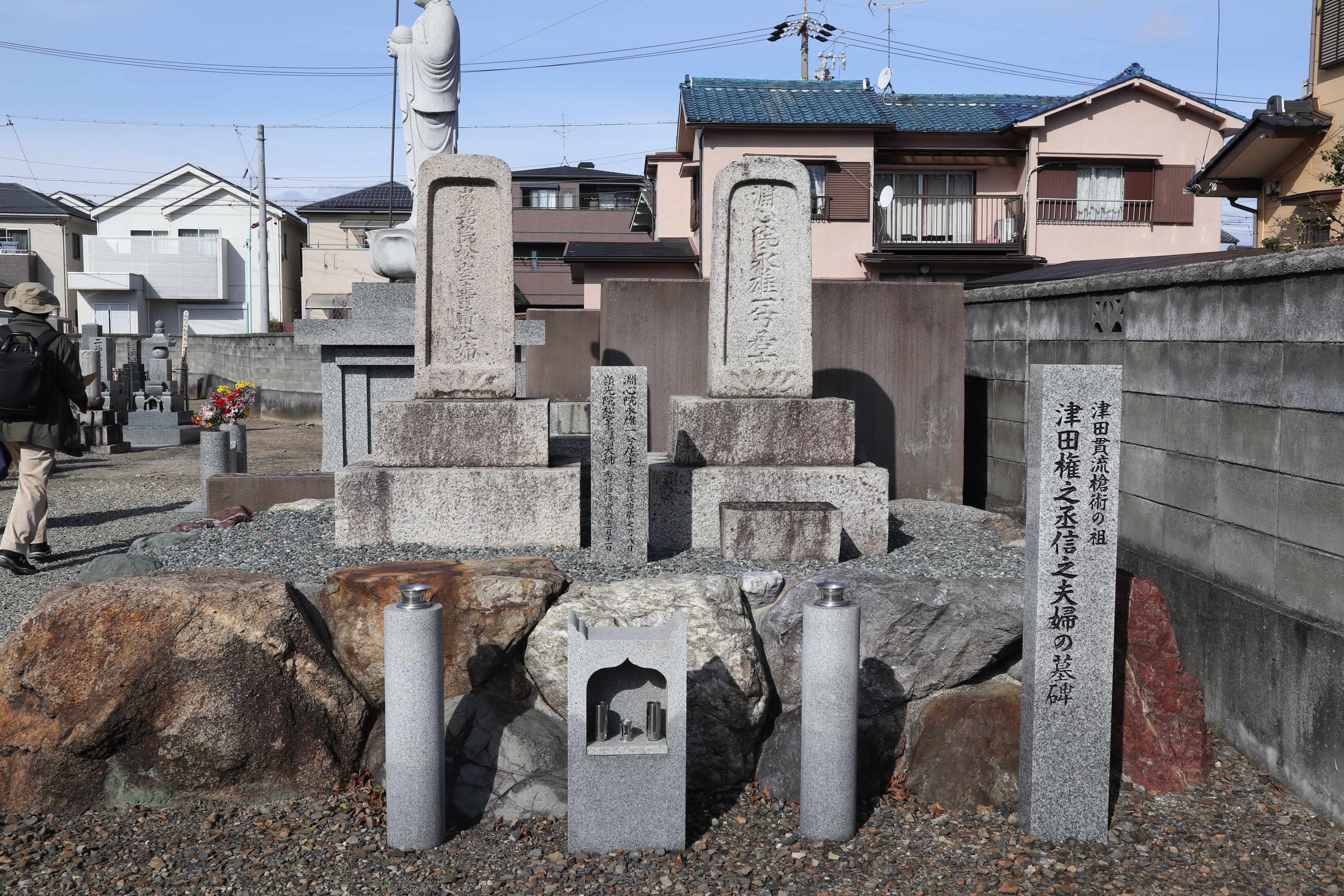
津田信之夫妻の墓
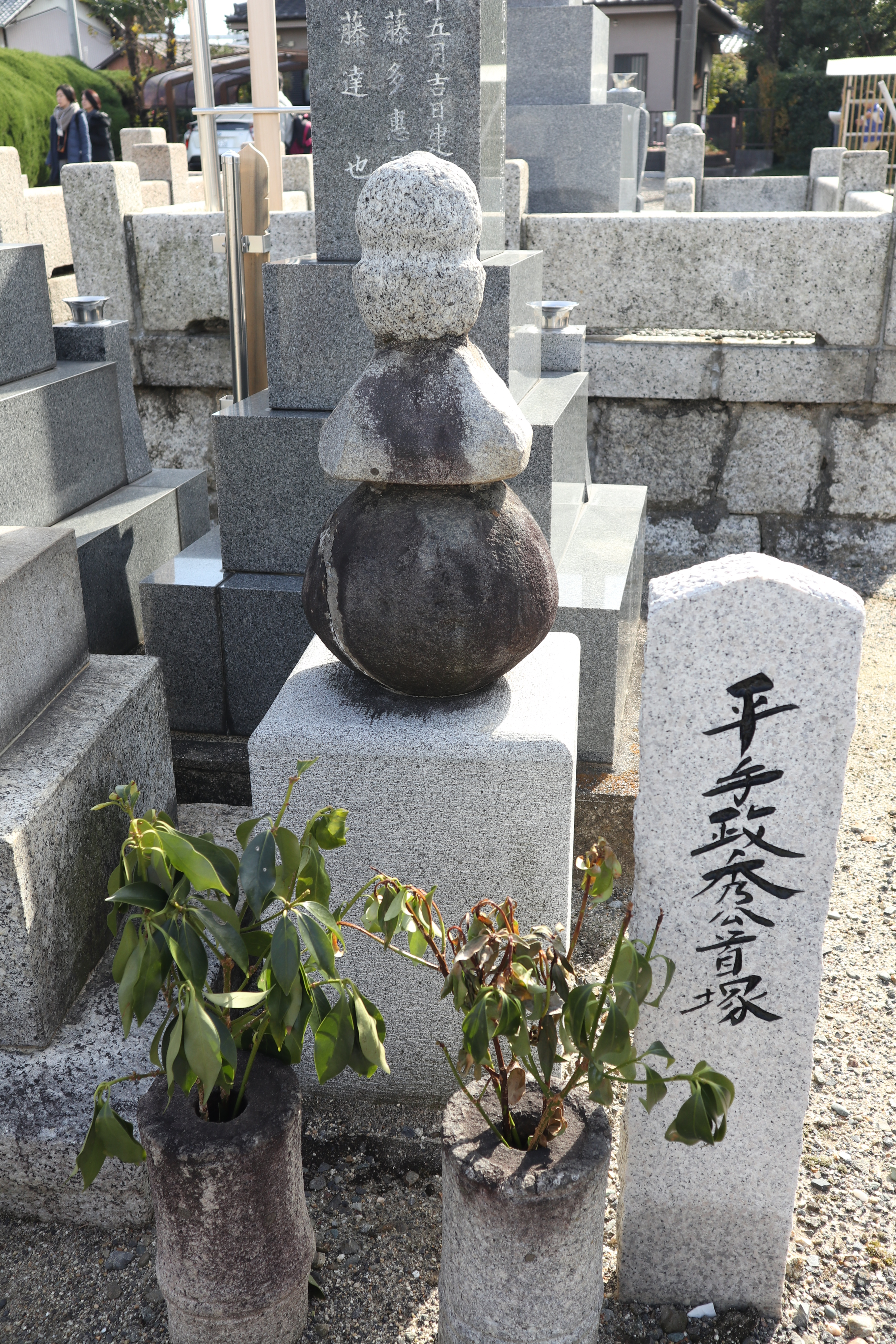
平手政秀の首塚
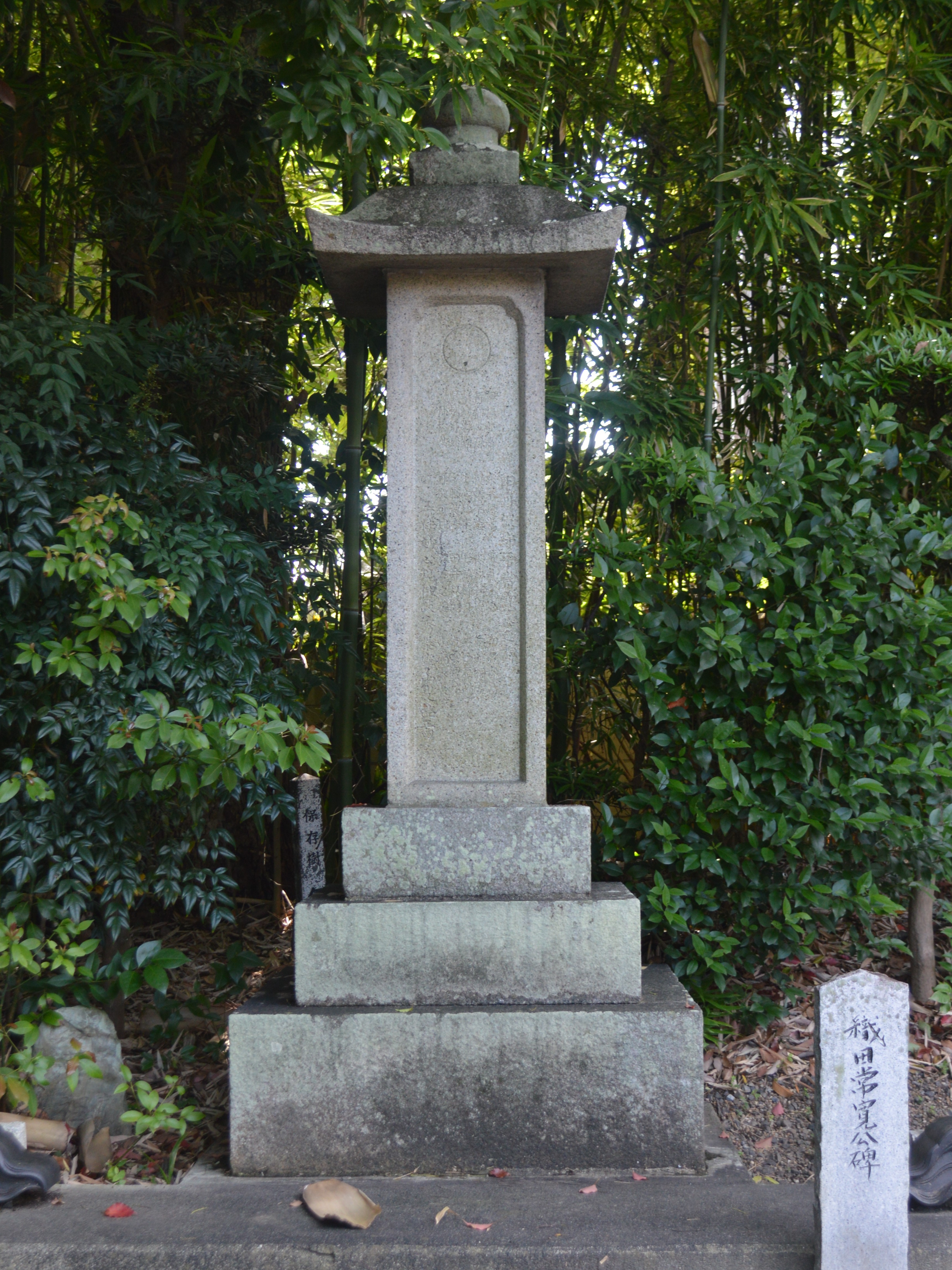
織田常寛公碑

## 現地情報
所在地
- 愛知県名古屋市西区中小田井1-331

交通アクセス
- 名鉄犬山線中小田井駅から徒歩で約3分。
- JR東海交通事業城北線小田井駅から徒歩で約10分。
- 名古屋市営地下鉄鶴舞線庄内緑地公園駅から徒歩で約10分。